# Mary Sheila
Mary Sheyla de Paula (Rio de Janeiro, 27 de dezembro 1979) é uma atriz brasileira. Ela recebeu vários prêmios ao longo de sua carreira, incluindo o prêmio de Melhor Atriz Coadjuvante pelo Festival de Gramado, e um Troféu Raça Negra, além de ter recebido indicações para um Prêmio Guarani e dois Prêmios Qualidade Brasil. Ela ficou conhecida por seus personagens na televisão e no cinema, sobretudo por sua atuação no humor.
Mary Sheila iniciou sua vida artística ainda criança ao integrar o elenco do grupo cultural Nós do Morro, na favela do Vidigal. Ela começou sua carreira profissional na década de 1990 em um pequeno papel na novela O Campeão, da TV Band. No entanto, ganhou maior repercussão ao atuar no filme Orfeu (1999), no papel de Be Happy. Desde então, passou a realizar participações esporádicas no cinema e na televisão. Em 2001 conquistou elogios da crítica por sua performance no filme A Breve Estória de Cândido Sampaio, pelo qual se saiu vencedora do prêmio de melhor atriz coadjuvante no Brazilian Film Festival of Miami. Esteve ainda no elenco do filme indicado ao Óscar Cidade de Deus (2002) e da minissérie A Casa das Sete Mulheres (2003).
Em 2005, ela interpretou seu primeiro grande papel na televisão, na novela A Lua me Disse como Whitney, personagem que ganhou bastante repercussão e controvérsias, ainda que tivesse veia cômica, por ser uma mulher negra com comportamentos racistas e de não aceitação do próprio corpo. Por esse trabalho, ela recebeu o Troféu Raça Negra de Atriz do Ano e sua primeira indicação ao Prêmio Qualidade Brasil. Em 2006, ela foi aclamada pela crítica por seu desempenho dramático no filme Anjos do Sol, no papel de Celeste, uma jovem explorada que ajuda outras meninas a se livrarem da exploração sexual. Sua performance foi bastante elogiada, lhe rendendo o Kikito de Melhor Atriz Coadjuvante do Festival de Gramado, além de ter sido nomeada ao Prêmio Qualidade Brasil de Melhor Atriz Coadjuvante em Cinema e ao Prêmio Guarani de Melhor Atriz Coadjuvante, maior premiação da crítica cinematográfica brasileira.
Nos anos recentes, ela tem se dedicado mais aos trabalhos na televisão, entre eles destacam-se a estilista Marisol de Souza na novela Aquele Beijo (2011), a comerciante Soninja na série Pé na Cova (2014), a cabeleireira implicante Ivete na novela Babilônia (2015), sendo esse seu primeiro trabalho em novela do horário nobre, e a aeromoça Shaniqwa na série Brasil a Bordo (2018). Em 2021 foi convidada para voltar às novelas como a batalhadora Abena em Nos Tempos do Imperador. Em 2022, foi escalada para a novela Todas as Flores, do Globoplay, como a cantora Jussara.

## Carreira
Mary Sheila iniciou sua carreira atuando no grupo cultural Nós do Morro, idealizado por moradores da favela do Vidigal, o qual promove montagem de diversas peças de teatro. Nascida e criada no Rio de Janeiro, ela entrou para o grupo com apenas sete anos quando sua mãe e o seu irmão foram convidados para integrar no elenco da primeira montagem da associação cultural. Ela ficou fascinada com o mundo do teatro e insistiu para ter um personagem na peça. Foi então que ela conseguiu uma ponta na peça Os Dois ou O Inglês Maquinista, às vésperas da estreia, tornando-se a segunda criança a participar do grupo, em 1987. Desde então, ela passou a frequentar várias outras montagens. Mary Sheila via na atuação uma forma de se divertir, sem pretensão de tornar uma atriz profissional. No entanto, ao completar seus 18 anos de idade, sua mãe lhe intimou a procurar um emprego para que ela conseguisse se sustentar. 
Já com 7 peças de teatro em seu currículo, ela realizou testes para o filme Orfeu, dirigido por Cacá Diegues em 1998. Várias pessoas participaram dos testes para a personagem Be Happy, que inicialmente tinha preferência por ser um personagem masculino. Mas, a atuação de Mary Sheila chamou a atenção do diretor que modificou o personagem para que ela pudesse interpretar. O filme foi lançado em 1999 e ganhou muita repercussão, e a atriz passou a se dedicar a uma carreira profissional. Depois ainda participou dos filmes Cidade de Deus em 2002, Mais uma Vez Amor em 2005, Anjos do Sol em 2006 que lhe rendeu o prêmio de Melhor Atriz Coadjuvante no Festival de Gramado de 2006. Ainda fez A Grande Família - O Filme, Polaróides Urbanas e o mais recente A Esperança é a Última que Morre de 2015.
Sua primeira aparição na televisão foi em 1996 na novela O Campeão exibida pela Rede Bandeirantes.
Fez participações em Suave Veneno, Linha Direta e Brava Gente todos da Rede Globo.
No ano de 2000, se destacou com uma participação especial no programa Você Decide. Em 2002 fez participações no quadro Papo Irado do Fantástico e na série Cidade de Deus. Em 2003 fez a minissérie A Casa das Sete Mulheres.
Fez seu primeiro papel de destaque em novelas em 2005, na novela A Lua Me Disse, de Miguel Falabella, como a divertida Jurema, ela nunca gostou de estudar, nunca teve responsabilidade, e trabalha como copeira na casa de Regina (Maitê Proença). Para ela, a mudança é mais do que bem vinda, já que sempre sonhou ser patroa. Prefere ser chamada de Whitney.
Fez participações no seriado A Diarista em 2004 e em 2006.
Em 2007 fez parte do elenco da novela das seis Desejo Proibido. E fez participações em seriados como Dicas de Um Sedutor, Casos e Acasos, Separação?! e Força-Tarefa todos exibidos pela Rede Globo.
Em 2011 interpretou a estilista Marisol, uma das principais personagens da novela Aquele Beijo de Miguel Falabella. Em 2014 fez uma participação no seriado Pé na Cova.
Em 2015 interpreta a esnobe Ivete Domingos em Babilônia, novela de Gilberto Braga, na trama ela é uma dona de salão preconceituosa, também é síndica do edifício Sereia do Leme.

## Vida pessoal
Mary Sheila é casada, com Aldemir, e tem uma filha chamada Esther, fruto de seu casamento com Aldelmir.

## Filmografia

### Televisão
| Ano  | Título                   | Personagem                             | Nota                                    |
| ---- | ------------------------ | -------------------------------------- | --------------------------------------- |
| 1996 | O Campeão                | Maria Socorro do Perpétuo Vianna       |                                         |
| 2000 | Você Decide              | Cleuza                                 | Episódio: "Transas de Família: Parte 3" |
| 2002 | Cidade dos Homens        | Mika                                   | Episódio: "O Cunhado do Cara"           |
| 2002 | Papo Irado               | Amiga da Tati                          | Episódio: "2 de agosto"                 |
| 2003 | A Casa das Sete Mulheres | Beata                                  |                                         |
| 2004 | A Diarista               | Dalva                                  | Episódio: "Baixa Costura"               |
| 2005 | A Lua Me Disse           | Jurema da Mata / Whitney               |                                         |
| 2006 | A Diarista               | Cineide                                |                                         |
| 2007 | Linha Direta             | Ediméia                                | Episódio: "Mães de Acari"               |
| 2007 | Desejo Proibido          | Maria Aparecida da Conceição (Cidinha) |                                         |
| 2008 | Casos e Acasos           | Vanda                                  | Episódio: "A Câmera Escondida"          |
| 2008 | Dicas de um Sedutor      | Valdirene                              | Episódio: "Embarangada"                 |
| 2009 | Força-Tarefa             | —                                      | Episódio: "Fogo Cerrado"                |
| 2010 | Separação?!              | Namorada de Delavega                   | Episódio: "Fogo Cerrado"                |
| 2011 | Aquele Beijo             | Marisol de Souza                       |                                         |
| 2012 | As Brasileiras           | Vizinha                                | Episódio: "A Justiceira de Olinda"      |
| 2013 | Mais x Favela            | Dircéia                                |                                         |
| 2014 | Pé na Cova               | Soninja (após a lipo)                  | Participação Especial                   |
| 2014 | Eu Que Amo Tanto         | Zefa                                   | Episódio: "Leididai"                    |
| 2015 | Babilônia                | Ivete Domingos                         |                                         |
| 2016 | 220 Volts                | Empregada                              | Quadro: "Senhora dos Absurdos"          |
| 2017 | Sob Pressão              | Rita                                   | Episódio: "25 de julho"                 |
| 2018 | Brasil a Bordo           | Shaniqwa dos Santos                    |                                         |
| 2021 | Nos Tempos do Imperador  | Abena Nilaja                           |                                         |
| 2022 | Todas as Flores          | Jussara Nascimento Paixão              |                                         |
| 2023 | Tem que Suar             | Glória                                 |                                         |
| 2023 | Elas por Elas            | Márcia Xavier                          |                                         |

### Cinema
| Ano  | Título                             | Personagem            | Notas          |
| ---- | ---------------------------------- | --------------------- | -------------- |
| 1999 | Orfeu                              | Be Happy              |                |
| 2001 | A Breve Estória de Cândido Sampaio |                       | Curta-metragem |
| 2002 | Cidade de Deus                     | Mulher de Neguinho    |                |
| 2002 | Suspiros Republicanos              | Oju                   | Curta-metragem |
| 2005 | Mais Uma Vez Amor                  | Manicure              |                |
| 2006 | Anjos do Sol                       | Celeste               |                |
| 2007 | Jogo de Cena                       | Ela mesma             |                |
| 2007 | A Grande Família - O Filme         | Caixa do Supermercado |                |
| 2008 | Polaróides Urbanas                 | Rizette               |                |
| 2010 | Rio Sex Comedy                     | Maria / Maid          |                |
| 2015 | Campo Grande                       | Wanda                 |                |
| 2015 | A Esperança é a Última que Morre   | Tenente Danuzia       |                |
| 2018 | Crô em Família                     | Magda                 |                |
| 2019 | Vai que Cola 2 – O Começo          | Neuza                 |                |
| 2023 | Mussum, o Filmis                   | Tia Alaíde            |                |
| 2024 | A Festa de Léo                     | Andréa                |                |

## Teatro
- 1987 - Os Dois ou O Inglês Maquinista[1]
- 1997 - Abalou, um Musical Funk
- 2000 - A.M.I.G.A.S. (Associação das Mulheres Interessadas em Gargalhadas, Amor e Sexo)[24]
- 2003 - Alice no País das Maravilhas[25]
- 2005 - O Pequeno Príncipe
- 2011 - Teatro para Escapar

## Prêmios e indicações
| Ano  | Associações                         | Categoria                | Nomeações                          | Resultado | Ref.   |
| ---- | ----------------------------------- | ------------------------ | ---------------------------------- | --------- | ------ |
| 1997 | Prêmio Coca-Cola de Teatro Jovem    | Melhor Atriz             | Abalou, um Musical Funk            | Indicado  | [ 26 ] |
| 2003 | Brazilian Film Festival of Miami    | Melhor Atriz Coadjuvante | A Breve Estória de Cândido Sampaio | Venceu    |        |
| 2005 | Prêmio Arte Qualidade Brasil        | Melhor Atriz Revelação   | A Lua me Disse                     | Indicada  |        |
| 2005 | Troféu Raça Negra                   | Atriz do Ano             | A Lua me Disse                     | Venceu    |        |
| 2006 | Festival de Cinema de Gramado       | Melhor Atriz Coadjuvante | Anjos do Sol                       | Venceu    |        |
| 2006 | Prêmio Arte Qualidade Brasil        | Melhor Atriz Coadjuvante | Anjos do Sol                       | Indicada  |        |
| 2007 | Prêmio Guarani de Cinema Brasileiro | Melhor Atriz Coadjuvante | Anjos do Sol                       | Indicada  | [ 7 ]  |